# Korg

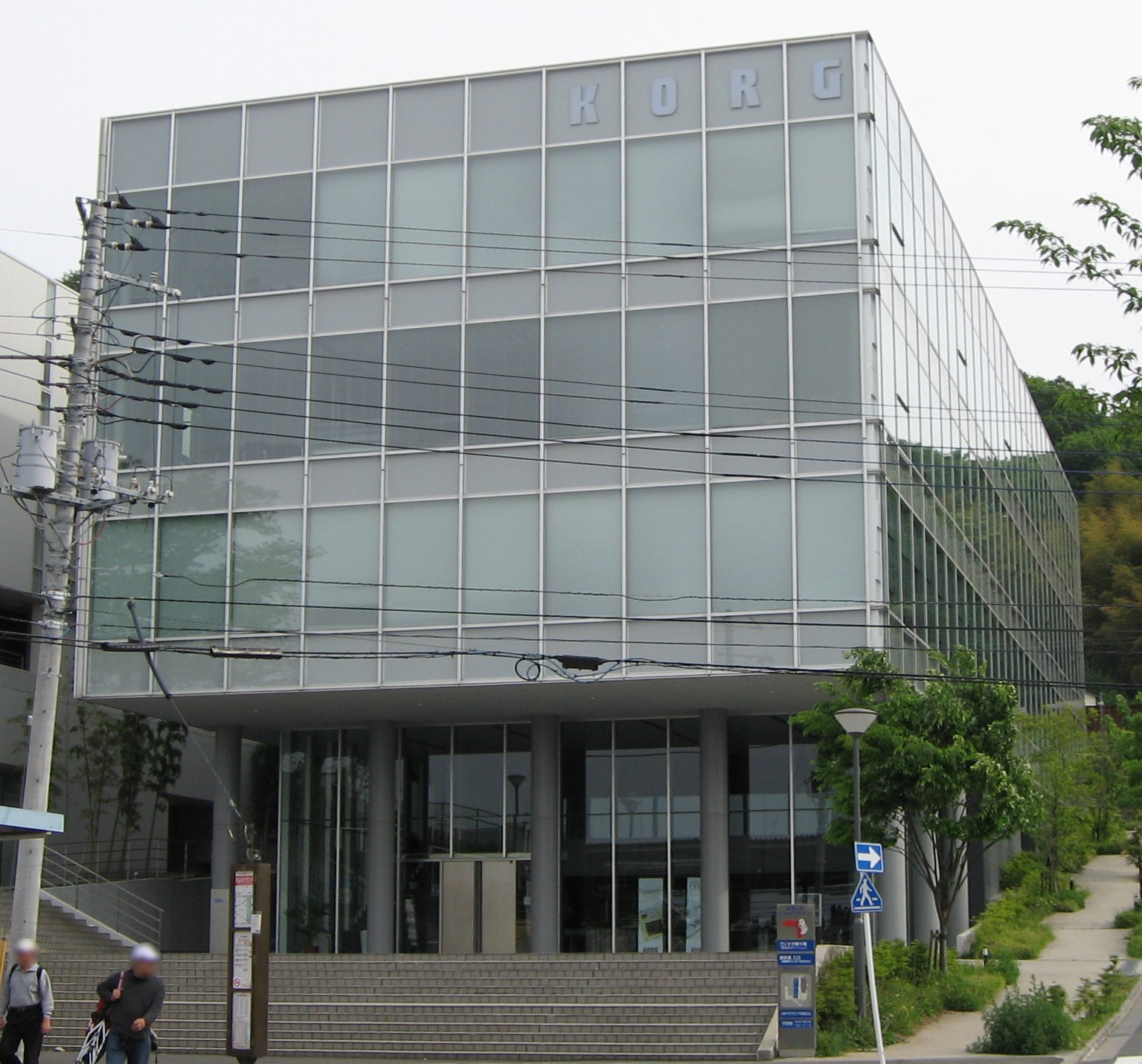
Штаб-квартира Korg в Токио

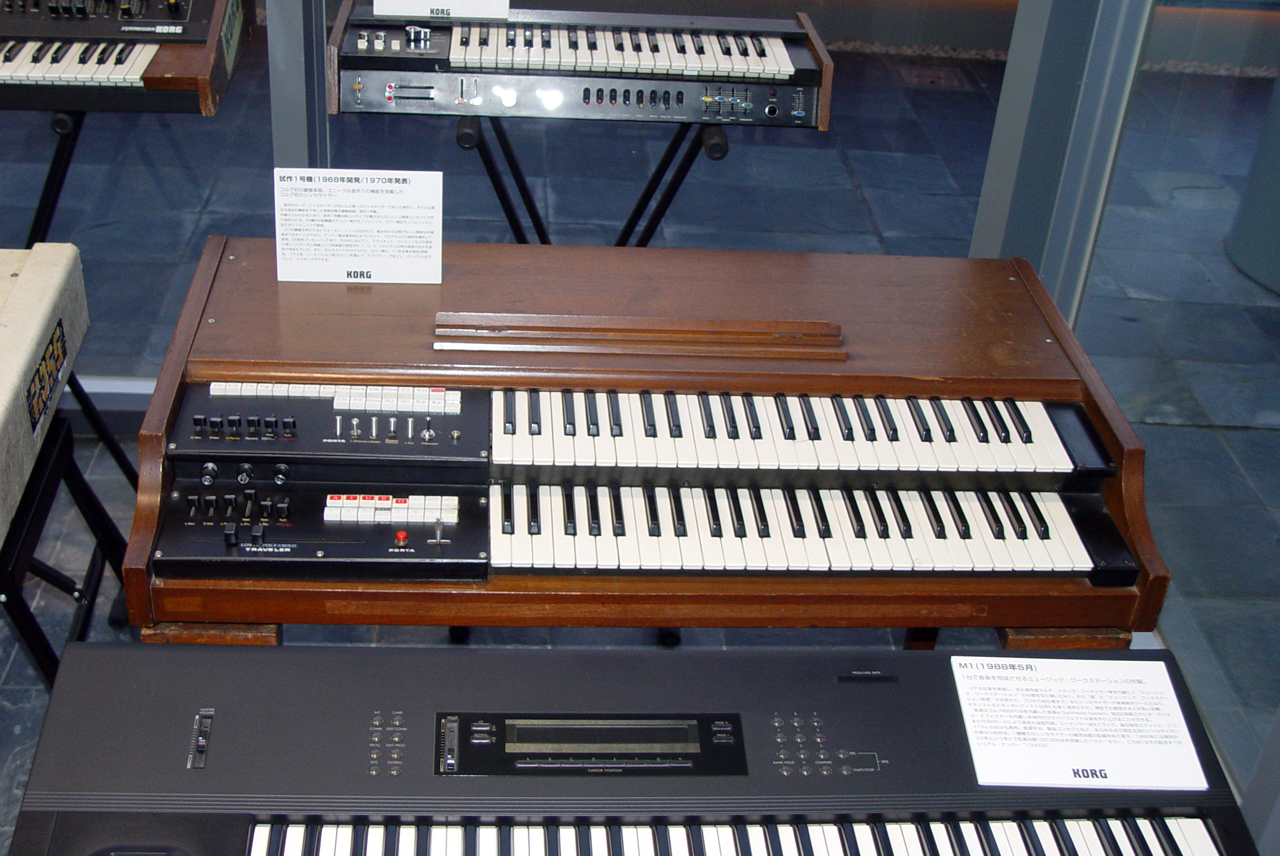
Prototype I от Фумио Миэды

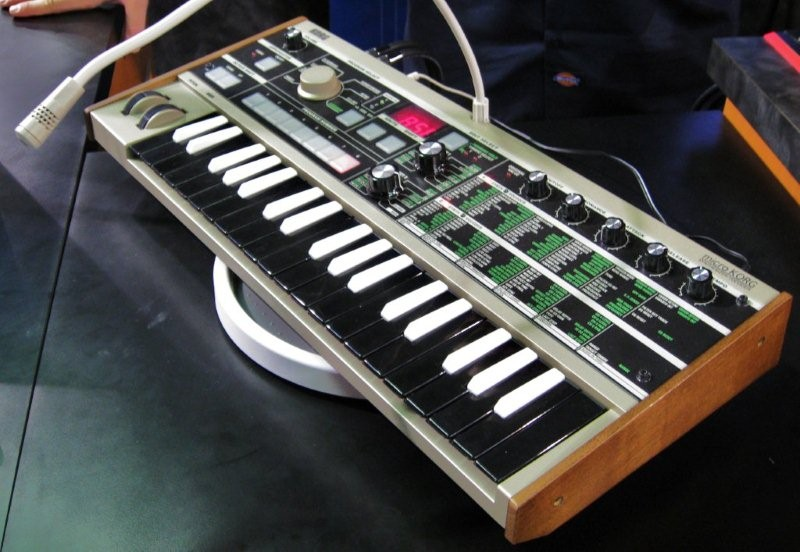
Синтезатор и вокодер MicroKorg

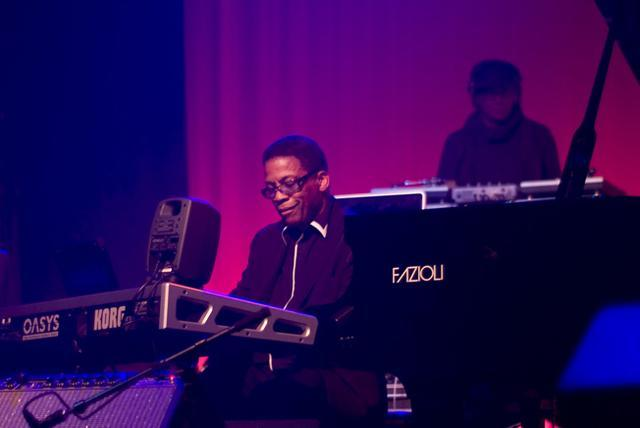
Херби Хэнкок играет на Korg Oasys

Korg (яп. 株式会社コルグ Кабусики-гайся Коругу) — японская частная компания, производитель электромузыкальных инструментов, аксессуаров для них и оборудования для студий звукозаписи. Под брендом Vox компания также выпускает комбоусилители для электрогитар и бас-гитар, процессоры и педали эффектов.

## История
Компания основана в 1962 году владельцем ночного клуба Цутому Като и аккордеонистом Тадаси Осанаем, игравшим в этом клубе под аккомпанемент ритм-машины. Осанай убедил Като финансировать его усилия по созданию более совершенной ритм-машины, так как оба были неудовлетворены звуком имеющейся. Компания получила название Keio Electronic Laboratories, по имени железнодорожной линии Кэйо, проходящей поблизости от арендованного цеха. В 1963 году предприятие успешно выпустило свой первый продукт — электромеханическую драм-машину Donca matic DA-20.
В 1967 году Като пригласил инженера Фумио Миэду, которому поручил разработать прототип электрооргана. Спустя 18 месяцев был выпущен первый электроорган под наименованием Prototype I, обладающий возможностями программирования звука как в синтезаторах. В 1972 году был выпущен массовый электроорган, получивший название Korgue. К этому же времени относится переименование компании в Korg (как акроним от Keio Organs).
В 1970-е и 1980-е годы компания была сконцентрирована на производстве синтезаторов, а также освоила выпуск электронных тюнеров, непрерывно расширяя функциональные возможности своих продуктов и прилагая усилия для вывода продуктов на массовый рынок, создавая доступные по цене синтезаторы. В 1988 году была выпущена первая рабочая станция — клавишный электромузыкальный инструмент, объединяющий в одном корпусе драм-машину, синтезатор, секвенсор и процессор эффектов.
В 1987 пакет из 40 % акций Korg был куплен корпорацией Yamaha. По условиям приобретения, несмотря на то что пакет являлся фактически контрольным, Yamaha и Korg оставались независимыми бизнес-единицами с партнёрскими взаимоотношениями, с собственными продуктовыми линейками и разработками. В 1989 году Korg наняла команду разработчиков, покинувших Sequential Circuits после поглощения компанией Yamaha.
В 1992 году Korg приобрёл британскую компанию Vox, производителя популярных гитарных усилителей и разработчика ряда оригинальных продуктов для гитаристов. Многие продукты, наследующие оригинальные разработки Vox, по состоянию на 2011 год выпускаются под старым брендом.
В 1993 году Като осуществил обратный выкуп доли Yamaha, и компания вновь стала независимой.
В 1990-е годы линейка продуктов Korg расширилась серией цифровых фортепиано, портативными студиями цифровой звукозаписи, процессорами эффектов для электрогитар и бас-гитар.
Среди инноваций 2000-х годов особо выделяются нестандартные алгоритмы для арпеджиаторов, известные как Karma, а также открытая архитектура рабочей станции Oasys на основе операционной системы Linux, обеспечивающая практически неограниченное расширение возможностей инструмента. На момент 2000-х годов основными продуктами Korg являются клавишные электромузыкальные инструменты, также представлены аппаратные решения для диджеев, большая серия аксессуаров для электронной музыки, и компьютерные программы для создания музыки.
В 2011 году от рака скончался основатель компании — Цутому Като, до последнего момента руководивший фирмой. Компанию возглавил президент — Сэйки Като.

## Продукция
Некоторые известные продукты компании Korg (в хронологическом порядке):
- 1963 — Donca-Matic DA-20;
- 1975 — Korg WT-10: первый в мире ручной электронный музыкальный тюнер;
- 1978 — Korg MS-20: синтезатор с двумя осцилляторами, управляемыми напряжением;
- 1983 — Korg Poly-800: первый в мире полностью программируемый синтезатор с отпускной ценой менее $1000;
- 1986 — Korg DSS-1: первый клавиатурный семплер Korg;
- 1988 — Korg M1: ромплер со встроенным процессором эффектов и секвенсором;
- 1990 — Korg Wavestation: векторный синтезатор;
- 1993 — Korg i3: первая профессиональная аранжировочная рабочая станция;
- 1996 — Korg Trinity: первая в мире рабочая станция с сенсорным экраном;
- 1997 — Korg Z1: синтезатор аналогового и физического моделирования звука;
- 1999 — Kaoss Pad: MIDI-контроллер на основе тачпада, оборудованный встроенным семплером и процессором эффектов;
- 1999 — Korg Triton: рабочая станция, пришедшая на смену Trinity, самый продаваемый клавишный инструмент Korg за всю историю по состоянию на 2012 год;
- 2001 — Korg Karma: рабочая станция с арпеджиатором на основе оригинальной алгоритмической архитектуры Стивена Кэя, наименование — акроним от Kay Algorithmic Realtime Music Architecture;
- 2002 — Microkorg: аналого-модулирующий синтезатор-вокодер;
- 2005 — Korg Oasys: рабочая станция на операционной системе Linux, богатая по функциональным возможностям, но не получившая признание потребителей (было продано всего около 3 тыс. экземпляров[3]), наименование — акроним от Open Architecture Synthesis Studio workstation;
- 2006 — Korg Radias: модуль виртуального аналогового синтеза с вокодером;
- 2007 — Korg M3: рабочая станция Korg, использующая архитектуру Karma и продолжающая линейку Triton, позиционируемая потребителями как «малый Korg Oasys»;
- 2008 — Korg DS-10: программа для создания музыки на Nintendo DS;
- 2010 — Korg iMS-20: программная версия синтезатора MS-20 для Apple iPad;
- 2011 — Korg Kronos: музыкальная рабочая станция, позиционируемая как продолжение Oasys, но использующая архитектуру Karma;
- 2015 — Korg Havian: домашнее цифровое пианино с автоаранжировщиком;
- 2017 — Korg Kross: упрощённый вариант Karma с секвенсором и возможностью программирования звуков из разных категорий.
- 2021 — Korg Nautilus: рабочая станция, реализованная как удешевлённая и упрощённая (без Karma и контроля силы нажатия) версия Kronos.